# Zwartpolder
De Zwartpolder is een voormalig waterschap in de provincie Groningen.
De polder lag ten westen van Muntendam in de oostelijke hoek tussen de gemeentegrens met Veendam en het Tripscompagniesterdiep. De polder was zo'n 800 m diep (oost-west) en zo'n 350 m breed (noord-zuid). De molen van de polder stond op 150 m van het diep en sloeg uit op de wijk die midden door de polder liep.
Waterstaatkundig gezien ligt het gebied sinds 2000 binnen dat van het waterschap Hunze en Aa's.